# 29642 Archiekong
29642 Archiekong è un asteroide della fascia principale. Scoperto nel 1998, presenta un'orbita caratterizzata da un semiasse maggiore pari a 2,2766795 UA e da un'eccentricità di 0,0825478, inclinata di 4,74284° rispetto all'eclittica.